# Nuovo corso (Impero tedesco)
Il Nuovo Corso (in tedesco Neue Kurs) è un termine con cui si indica il nuovo orientamento della politica estera tedesca dopo l'estromissione nel 1890 del cancelliere Otto von Bismarck da parte del nuovo imperatore Guglielmo II di Germania. 
L'autore principale del "nuovo corso" della politica tedesca fu il cancelliere Leo von Caprivi.
Tra gli atti principali della nuova politica ci fu la soppressione della legislazione speciale emanata precedentemente contro i socialdemocratici.
In linea generale, la Germania del Nuovo Corso adottò una politica aggressiva, distante dalla neutralità diplomatica perseguita precedentemente da Bismarck. Difatti, nella questione balcanica, la Germania si schierò apertamente a favore dell'Austria nelle rivendicazioni territoriali contro la Russia; ebbe finalmente inizio l'occupazione coloniale tedesca in Africa ed Asia, rompendo di fatto i delicati equilibri diplomatici fino ad allora mantenuti con le altre potenze europee; si avviò un processo di vera e propria corsa agli armamenti, in special modo tramite un potenziamento della flotta (sia mercantile che militare), interpretato come un intento apertamente anti-britannico.
Sul versante interno, la forte espansione industriale favorita da Guglielmo II - ed il conseguente benessere generale - permisero un rapido aumento demografico (dai 49 milioni del 1890 ai 66 del 1913); l'efficiente sistema educativo permise una capillare alfabetizzazione, che contribuì all'attestarsi di una classe dirigente istruita e competente. In quanto a produzione di carbone, acciaio ed in fatto di esportazioni e produzione manifatturiera, la Germania raggiunse e superò rapidamente la rivale Inghilterra, attestandosi indiscutibilmente come cuore economico ed industriale d'Europa.